# Androginost
Androginost opisuje posedovanje tako maskulinih kot femininih značilnosti. Androginija se lahko izraža na ravni biološkega spola, spolne identitete ali spolnega izraza.
Kadar se androginost nanaša na mešane biološke spolne značilnosti pri ljudeh, pogosto opisuje stanje interspolnih oseb ali stanje, ko so pri osebi jasno ali manj jasno izražene spolne značilnosti obeh bioloških spolov. Kar zadeva spolno identiteto in izraz, se lahko androgini posamezniki opredelijo kot transspolni in/ali nebinarni in uporabljajo androgin spolni izraz. Priljubljenost androginosti je v različnih kulturah in skozi zgodovino nihala.
Zavod TransAkcija v Slovarju navaja, da je androginost "spolni izraz, ki ga ne moremo pripisati izključno enemu izmed spolov binarnega spolnega sistema, temveč je preplet družbenih norm spolnih izrazov obeh binarnih spolov (tj. ženskega in moškega spola)." Androgine osebe pogosteje izražajo spolno nenormativno vedenje kot tiste, ki sledijo tradicionalnim spolnim vlogam. Razvoj feminizma in vpliv gibanja za pravice žensk so omogočili nekateri vidikom androginega vedenja postati družbeno bolj sprejeti kot v preteklosti.
Če je neka kultura ali nek odnos androgin, pomeni, da nima togih spolnih vlog ali da so meje med spolnimi vlogami zabrisane. 

## Zgodovina androginosti
Androginost je vidna že v najzgodnejši zgodovini in v vseh svetovnih kulturah. V starodavni Sumeriji so bili androgini in interseksualni moški močno vključeni v kult Inane. Skupina duhovnikov, znanih kot gala, je delovala v Inanninih templjih, kjer so izvajali elegije in žalostinke. Gala je imela ženska imena, govorila je v narečju eme-sal, ki je bilo tradicionalno rezervirano za ženske, in je sodelovala v spolnih odnosih z moškimi.
V Mezopotamiji sta bila kurgarrū in assinnu služabnika boginje Ištar (vzhodnosemitska vzporednica Inane), ki sta se oblačila v ženska oblačila in v Ištarinih templjih plesala vojne plese. Več akadskih pregovorov nakazuje tudi, da sta imela spolne odnose z moškimi. Antropologinja Gwendolyn Leick, znana po svojih delih o Mezopotamiji, je te posameznike primerjala s sodobnimi indijskimi hidžrami. V eni od akadskih himn je opisano, da Ištar spreminja moške v ženske.
V Mišni, temeljnem besedilu rabinskega judovstva iz 2. stoletja po Kristusu, je izraz androginos omenjen 32-krat. V eni od omemb rabin Meir opisuje androginos kot "stvaritev lastne vrste, za katero se modreci niso mogli odločiti, ali je moška ali ženska“.
V grški mitologiji so se pogosto pojavljali androgini, ki so utelešali mešanico zaželenih moških in ženskih lastnosti. Slepi jasnovidec Tirezij, ki je bil zelo modroumen, je bil včasih upodobljen kot hermafrodit. Starogrški mit o Hermafroditu in Salmacis, dveh božanstvih, ki sta se združila v enega, je bil referenčni okvir, ki ga je zahodna kultura uporabljala več stoletij.
Androginost in homoseksualnost se pojavljata tudi v Platonovem Simpoziju, v mitu, v katerem je človeštvo nastalo kot trije spoli: moški-moški (male-male), ki so se spustili s Sonca, ženske-ženske (female-female), ki so se spustile z Zemlje, in moški-ženske (male-female), ki so prišle z Lune. To je ena od zgodnejših pisnih omemb androginosti in edini primer v klasičnih grških besedilih, kjer je omenjena ženska homoseksualnost (lezbištvo).
Filozofi, kot je Filon Aleksandrijski, in zgodnji krščanski voditelji, kot sta Origen in Gregor iz Nise, so v pozni antiki še naprej promovirali idejo o androginosti kot izvornem in popolnem stanju človeka. V srednjeveški Evropi je imel koncept androginosti pomembno vlogo tako v krščanski teološki razpravi kot v alkimistični teoriji. Vplivni teologi, kot sta Janez Damaščanski in Janez Scotus Eriugena, so spodbujali androginijo, ki so jo predlagali zgodnji cerkveni očetje, medtem ko so drugi duhovniki razlagali in razpravljali o pravilnem pogledu in obravnavi hermafroditov.
Zahodni ezoterizem je androginost sprejel tudi v sodobnem obdobju. Antologija alkimistične misli De Alchemia iz leta 1550 je vključevala vplivni Rožni venec filozofov, ki prikazuje sveto poroko moškega načela (Sol) z ženskim načelom (Luna), ki ustvarja "božanski androgin“, kar predstavlja alkimistično hermetično prepričanje o dualizmu, transformaciji in transcendentalni popolnosti združitve nasprotij.

## Simboli in ikonografija
V antičnem in srednjeveškem svetu so bili androgini v umetnosti upodobljeni s kaducejem, ki je bil v starodavni grško-rimski mitologiji palica preobrazbene moči. Kaducej je ustvaril Tirezij in predstavlja njegovo preobrazbo v žensko po ukazu Junone za kazen, ker je udaril po paritvenih kačah. Kasneje je kaducej nosil Hermes/Merkur in je bil podlaga za astronomski simbol za planet Merkur in botanični znak za hermafrodita. Ta simbol se danes včasih uporablja tudi za transspolne osebe.
Drug pogost simbol androginosti v srednjem veku in zgodnjem novem veku je bil rebis, združena moška in ženska figura, pogosto s sončnimi in luninimi motivi. Še en simbol je tako imenovan sončni križ, ki je združeval simbol križa za moške in kroga za ženske. Ta znak je danes astronomski simbol za planet Zemljo.  

## Etimologija in pojavnost izraza
SSKJ androginost opisuje kot "lastnost koga, da ima združene vizualne značilnosti, ki se pripisujejo ženskam in moškim" oz. androgin je, "komur glede na spolne organe in druge spolne značilnosti ni mogoče pripisati ženskega ali moškega spola."
Izraz androginost izhaja iz stare grščine: ἀνδρόγυνος; iz ἀνήρ (anér) osnova ἀνδρ- (andro-), pomensko moški; in γυνή (gunē), pomensko ženska; prek latinščine: androgynus, pomensko. hermafrodit, tudi moški in ženska v enem.
V študiji Androgyny: Toward a New Theory of Sexuality je avtorica June Singer opozorila na razliko med izrazoma androgin in hermafrodit, ki sta pogosto pojmovana kot sinonima. Hermaphroditus je bil v grški mitologiji sin Hermesa in Afrodite, ki so ga združili z nimfo Salmacis v eno samo telo. Singer pojmuje hermafrodite kot osebe, katerih fiziološke značilnosti obeh spolov so spojene v istem telesu, medtem ko je androgin "metafizična abstraktna figura, arhetip, ki obstaja v kolektivnem nezavednem." Zavod TransAkcija v Slovarju navaja, da je "hermafroditizem /.../ zastarel izraz za interspolnost in njegova raba ni primerna."
Uporaba izraza je zabeležena v angleškem jeziku v letu 1620 v relaciji nanašanja na opis moškega kot "ženski", "poženščen" (izv. "womanish"). V letu 1650 se izraz pojavlja za opis osebe, "ki ima dva spola, je tako moški kot ženska". Raba izraza je močno zrasla v 70. letih 20. stoletja.
Izraz je v 70. letih 20. stoletja pridobil na pomembnosti, ko je Bem, vpliven raziskovalec spolov, skoval koncept psihološke androginosti. Psihološka androginija se nanaša na idejo, da ima lahko posameznik tako moške kot ženske lastnosti. Še pomembneje, izraža predpostavko, da je ta mešanica lastnosti lahko dobra in da je povezana s fleksibilnostjo in boljšim prilagajanjem.
Ena od kritik psihološke androginosti je, da predpostavlja, da so določene lastnosti inherentno moške ali ženske, namesto da bi moškost in ženskost obravnavala kot kulturno konstruirani lastnosti. Na ta način bi lahko psihološko androginijo razumeli tudi kot opis tistih, ki so manj vpeti v kulturne konstrukte, povezane s spolom in njegovim izražanjem.
V moderni literaturi androginost ohranja svojo vlogo omogočanja idej o drugačnih, običajno svobodnejših družbenih konfiguracijah. V knjigi The Left Hand of Darkness iz leta 1969 avtorica Ursula K. KeGuin piše o planetu androginov, svetu dvospolnih bitij, in podaja refleksijo svobodne družbe brez fiksiranih spolov. Gre za "pripoved onkraj Ojdipovega mita, onkraj delitve človeštva na močno in šibko polovico."

## Spolna identiteta in spolni izraz
Spolno identiteto posameznika, njegovo osebno občutenje lastnega spola, lahko opišemo kot androgino, če oseba doživlja tako maskuline kot feminine vidike svojega spola. Izraz androgin se lahko nanaša na osebo, ki se ne prilega povsem eni od tipičnih moških ali ženskih spolnih vlog svoje družbe, ali na osebo, katere spolna identiteta ima značilnosti tako moškega kot ženskega spola.
Mnoge androgine osebe se opredeljujejo kot nebinarne, kvirspolne in/ali transspolne. Lahko uporabljajo tudi izraze, kot so "bispolnost", "ambispolnost", "aspolnost", "med moškim in žensko" ali kot "povsem brez spola". Androgine osebe se lahko obnašajo na načine, ki veljajo za maskuline ali feminine, oboje ali nič od tega in običajno ne ustrezajo izrazu lastnosti, ki so kulturno oblikovane posebej za moške in ženske v neki družbi.
Nekatere nezahodne kulture priznavajo androgine spolne identitete v obliki tretjega spola. Tudi vse več zahodnih držav na pravni ravni ureja položaj oseb, ki niso ne moški ne ženske, v obliki tretjega spola kot uradnega spola.
Spolni izraz, ki vsebuje mešanico moških in ženskih značilnosti, lahko označimo kot androgin. Kategoriji moškosti in ženskosti v spolnem izrazu sta družbeno konstruirani in temeljita na skupnih predstavah o oblačilih, obnašanjih, slogu komuniciranja in drugih vidikih predstavljanja lastnega spola.
V nekaterih kulturah se androgin spolni izraz slavi, v drugih pa omejuje in zatira. Stopnja stigmatizacije androginosti je lahko posledica številnih dejavnikov. Tako kot pri spolni raznolikosti nasploh, so tudi androgine osebe povečini bolj stigmatizirane zato, ker so prej spoznane za pripadnike spolnih manjšin. Nekonvencionalni videz in vedenje sta v nekaterih okoljih manj sprejemljiva. Če androgin spolni izraz v neki družbi v splošnem velja za neobičajen, je lahko hitreje izpostavljen negativnim reakcijam. Nekateri posamezniki, zlasti politično konservativnejši, bolje sprejemajo transspolne osebe, katerih spolni izraz bolj ustreza njihovi spolni identiteti (ang. "passing").
V zadnjih letih je v širši družbi vse bolj prisotno zavedanje, da tako biološki kot družbeni spol obstajata na spektru ali več njih in ne kot binarna pojma. To lahko spremeni tudi naše razumevanje androginosti na način, kjer lahko namesto pogleda na androginost kot na mešanico moških in ženskih značilnosti, nekatere androgine posameznike opišemo tudi kot na spektru med moškim in ženskim spolom.